# 堀川ごぼう
堀川ごぼう（ほりかわごぼう）は、特殊な方法で栽培した滝野川ごぼう。京野菜の一つであり、「京の伝統野菜」および「ブランド京野菜」に指定されている。聚楽ごぼうとも呼ばれる。

## 特徴
日本で一般的な品種である滝野川ごぼうを用いるが、通常の滝野川ごぼうが直径2 - 3cm、長さ1m程であるのに対して、堀川ごぼうは直径6 - 9cm、長さ約50cmと極端に太く成長する。秋に種子をまき、梅雨の頃に苗を畑に植え付け、11月上旬から12月下旬にかけて収穫する。1年以上かけて栽培し、意図的にすを入れて内部を空洞にしているが肉質は柔らかい。
表皮は暗褐色で首部には亀裂が生じ、外見は松の幹のようになる。内部の空洞を利用した肉詰め料理が有名なほか、先端にできるタコ足状の根はおでんやきんぴらの材料となる。

## 歴史と産地
16世紀末に聚楽第が破却されると、その堀はゴミ捨て場となり、有機物に富んだ通気性のよい土壌が形成された。同地で偶然ゴボウが巨大に成長したのがきっかけとなり、堀川ごぼうの栽培が始まったと言われる。ブランド京野菜として京丹後市と福知山市でまとまった量が生産され、京都市および
舞鶴市でも生産されている。京都市内では、左京区一乗寺に特産そ菜保存圃が設置され、20戸の農家が栽培している。